# フランスプロサッカーリーグ
フランスプロサッカーリーグ（フランス語: Ligue de football professionnel・略称:LFP）はフランス1901年社団法に基づき1944年10月27日に結成された「プロ選手雇用認定クラブ連合会」を前身とし、リーグ・アンやリーグ・ドゥの主催等フランスにおけるプロサッカーの活動を統括するフランスサッカー連盟傘下の組織である。

かつてはフランスの国内リーグカップであるクープ・ドゥ・ラ・リーグ（1994年初開催-2020年終了）も主催していた。

## 歴史
戦前まではフランスサッカー連盟の内部組織でありエマニュエル・ガンバルデッラが委員長を務める「フランスプロ選手権委員会」がプロとして選手に報酬を支払うための認定を受けたクラブを監視し、また同じく連盟の内部組織でありガブリエル・アノが委員長を務める「プロサッカー選手資格委員会」がプロの選手を監査しているだけに過ぎなかった。

このような事情で早くも1930年代にはプロクラブ側から独立した組織を立ち上げようという動きがあったが分裂を恐れるフランスサッカー連盟はそうした要望を何度も突っ撥ねてきた。

第二次世界大戦中はプロスポーツに敵愾心を持つヴィシー政権の下1943年にはプロの資格を剥奪され多くのクラブがアマチュア化を余儀無くされた。
さらに1943-44シーズンはリーグそのものを各地域の選抜チーム同士で戦う地域対抗戦に変更させられた。
こうした事から圧政下で何も守ってくれなかったフランスサッカー連盟に対して各クラブの怒りと不満が爆発し、フランス解放後には即座に各クラブが集まって「プロ選手雇用認定クラブ連合会」（Groupement des clubs autorisés à utiliser des joueurs professionnels）を結成し、1946年に正式に公認化された。 
これはフランスサッカー連盟との間に亀裂をもたらし、両職の会長を兼任したエマニュエル・ガンバルデッラはその調整に苦心するものの完全に和解するまで長い時間を要する事となった。

1969年には「フランスプロサッカー連合会」(Groupement du Football Professionnel）に名称変更。この名称は1981年まで続き、その後「全仏サッカーリーグ」(Ligue Nationale de Football)(1981-2002)を経て2002年にフランスプロサッカーリーグへと再び改名されて現在に至る。

## 歴代会長
1. エマニュエル・ガンバルデッラ（フランス語版）（1944年10月27日-1953年8月30日）
2. ジョルジュ・バイル（フランス語版）（1953年9月-1953年12月5日）
3. ポール・ニコラ（フランス語版）（1953年12月22日-1956年6月13日）
4. ルイ＝ベルナール・ダンコース（フランス語版）（1956年6月13日-1961年3月20日）
5. アントワン・シャリソリ（フランス語版）（1961年4月-1967年4月）
6. ジャン・サドゥール（フランス語版）（1967年4月-1991年9月2日）
7. ノエル・ル・グラエ（フランス語版）（1991年10月19日-2000年7月6日）
8. ジェラール・ブールゴワン（フランス語版）（2000年7月6日-2002年5月28日）
9. フレデリク・ティリエ（フランス語版）（2002年5月28日-2016年4月15日）
  1. （臨時代行）ジャン＝ピエール・ドゥニ（フランス語版）（2016年5月27日-2016年11月11日）
10. ナタリー・ボーイ・デ・ラ・トゥール（フランス語版）（2016年11月11日-2020年9月10日）
11. ヴァンサン・ラブリュヌ（フランス語版）（2020年9月10日-現在）